# Operador de troca
O operador de troca é um operador da mecânica quântica utilizado na teoria de campos da química quântica. Especificamente, ele é o termo encontrado no método de Hartree-Fock.

## Definição
O operador de troca pode ser definido como
{\displaystyle {\hat {K}}_{j}(1)f(1)=\varphi _{j}(1)\int {{\frac {\varphi _{j}^{*}(2)f(2)}{r_{12}}}dv_{2}}}
onde 
- {\displaystyle {\hat {K}}_{j}(1)} é o operador de troca relativo a todas interações com um elétron j-ésimo;
- {\displaystyle f(1),f(2)\ } são as funções de onda associadas com os elétrons em que o operador de troca é aplicado;
- {\displaystyle \varphi _{j}(1),\varphi _{j}(2)\ } são as funções de onda associadas ao elétron considerado interação j-ésima entre dois elétrons;
- {\displaystyle r_{12}\ } é a distância entre os dois elétrons.